# Progetto Xanadu
Il progetto Xanadu è stato tra i primi progetti informatici a fare uso di ipertesti. Fondato nel 1960 da Ted Nelson, il progetto ha attraversato una lunga fase di implementazione che si è conclusa soltanto nel 1998 con la pubblicazione del software completo.

## Storia
Durante il suo primo anno di dottorato di ricerca ad Harvard, Ted Nelson cominciò ad utilizzare il sistema che conteneva l'abbozzo di quello che doveva diventare il progetto Xanadu: un programma di scrittura testi (il termine word processor comparve diversi anni più tardi) capace di memorizzare più versioni dello stesso scritto (ovvero tutta la cronologia delle modifiche) e capace di visualizzare le differenze tra le diverse versioni. Nelson non riuscì all'epoca a portare a termine l'implementazione, tuttavia una dimostrazione del sistema si dimostrò sufficiente per attirare l'interesse sul progetto.
L'idea base di Nelson era di facilitare la scrittura non sequenziale, che dà al lettore una possibilità in più: quella di poter scegliere il proprio percorso. Il tutto utilizzando l'informatica. Espose questa idea il 24 agosto 1965 alla conferenza annuale dell'Association for Computing Machinery (ACM) a Cleveland. Titolo della relazione: "Una struttura di archivio per l'insieme, per il cambiamento e per l'indeterminato" (A File Structure for The Complex, The Changing and the Indeterminate). Definì la sua idea "elenchi a cerniera" (zippered lists). Questi elenchi permettevano ai documenti composti di essere formati da parti di altri documenti, un concetto definito transclusione. Essi andavano poi collegati (linkati diremmo oggi) ad altri documenti che presentavano argomenti simili. 
Nel 1967, mentre lavorava per la casa editrice Harcourt chiamò il suo progetto Xanadu, in onore del poema Kubla Khan di Samuel Taylor Coleridge.
Ted Nelson pubblicò le sue idee nel libro del 1974 Computer Lib/Dream Machines e in un'opera successiva uscita nel 1981: Literary Machines.
Computer Lib/Dream Machines è scritto secondo uno spazio logico non-sequenziale: è una raccolta di pensieri di Nelson in merito al calcolo ed alle tematiche ad esso connesse, senza disporre di un ordine particolare. Contiene due saggi, stampati in maniera tale che uno si legga a partire dalla copertina frontale e l'altro capovolgendo il libro. Computer Lib contiene i pensieri di Nelson sulla necessità di una diffusa e profonda comprensione del funzionamento dei computer, Dream Machines tratta invece delle sue speranze sull'applicabilità dei computer alle discipline umanistiche.
Nel 1972 Cal Daniels completò la prima versione dimostrativa del software Xanadu su un computer che Nelson aveva noleggiato appositamente. Tuttavia Nelson esaurì presto le risorse economiche. Nel 1974, con l'avvento delle prime reti informatiche, Nelson ridefinì i suoi pensieri su Xanadu, concependolo come sorgente centrale d'informazione denominata "docuverse".
Nell'estate del 1979 Nelson si riunì con l'ultimo gruppo dei suoi seguaci (Roger Gregory, Mark Miller e Stuart Greene) a Swarthmore, in Pennsylvania. In una casa presa in affitto da Gregory, i convenuti espressero tutte le loro idee per l'implementazione di Xanadu, ma alla fine dell'estate il gruppo seguì vie separate. Miller e Gregory crearono un sistema di indirizzi basato sui numeri transfiniti che chiamarono "Tumbler", permettendo a qualsiasi parte di file di avere dei riferimenti. Il gruppo continuò il suo lavoro fino a sfiorare la bancarotta. 
Nel 1983 Nelson fondò la «Xanadu Operating Company» (XOC) per portare il progetto a compimento. Essa ebbe fin dall'inizio notevoli difficoltà, a causa dei conflitti interni e per la mancanza di investimenti. Nel 1988 l'azienda di software Autodesk acquistò i diritti di Xanadu ed assunse la direzione del progetto creando «Xanadu development». Alla Autodesk, il gruppo di ricerca diretto da Gregory si accinse a completare una versione del software scritto nel linguaggio di programmazione C. Il software non funzionava a dovere, tuttavia questa versione di Xanadu fu presentata con successo alla Hackers Conference e riscosse un notevole interesse. A questo punto un gruppo più recente di programmatori, creato dallo Xerox PARC, decise di riscrivere il software in linguaggio Smalltalk, adducendo come pretesto il suo malfunzionamento in C. Ciò divise il gruppo in due fazioni e comportò la fissazione da parte di Autodesk di una data di scadenza al di fuori della portata del gruppo di lavoro. Nell'agosto del 1992 Autodesk, terminati i finanziamenti, chiuse il progetto, che rimase quindi incompiuto. Nelson, che svolgeva un ruolo dirigenziale, fu licenziato. Riuscì però a riacquistare i diritti di Xanadu.
Charles S. Smith, fondatore di un'azienda chiamata Memex (il nome dell'ipertesto fondato da Vannevar Bush), assunse molti programmatori Xanadu e registrò la tecnologia Xanadu. Di lì a poco Memex dovette affrontare a sua volta delle difficoltà finanziarie. I programmatori, malpagati, decisero di licenziarsi e se ne andarono portandosi dietro i computer (vennero pagati in un secondo tempo). All'incirca in questo periodo Tim Berners-Lee stava sviluppando il World Wide Web. A proposito del web, Nelson ebbe a dire: "I software più utilizzati di oggi simulano i supporti cartacei. Il World Wide Web (un'altra imitazione cartacea) banalizza il nostro modello di ipertesto originale con collegamenti monodirezionali in continua interruzione e senza alcuna possibilità di gestione della versione o dei contenuti". 
Nel 1995 Wired ha definito Xanadu la "più lunga vicenda di vaporware nella storia dell'industria informatica". Nel 1998 Ted Nelson rese di pubblico dominio il codice sorgente di Xanadu come "Project Udanax", con la speranza che le tecniche e gli algoritmi usati potessero aiutarlo ad annullare alcune licenze software.
Dato che Ted Nelson è stato il primo coniatore del termine "ipertesto" Xanadu è a volte erroneamente indicato come il primo progetto informatico ipertestuale. In realtà, come ammette lo stesso Nelson, al momento del concepimento di Xanadu Douglas Engelbart stava già lavorando su progetti ipertestuali a Stanford.